# Bredemeyera martiana
Bredemeyera martiana är en jungfrulinsväxtart som beskrevs av Alfred William Bennett. Bredemeyera martiana ingår i släktet Bredemeyera och familjen jungfrulinsväxter. Inga underarter finns listade i Catalogue of Life.